# Juan Masnik
Juan Carlos Masnik Hornos (El Tala, Soriano, 2 de marzo de 1943 - 23 de febrero de 2021) fue un futbolista y entrenador de fútbol uruguayo. Como futbolista jugaba de defensa y su último club fue la Universidad Católica de Chile. También representó a su país en la Copa Mundial de 1974 en Alemania.

## Carrera
Comenzó su carrera futbolística en Peñarol donde fue Campeón Uruguayo 1964. Pasó luego a Cerro donde actuó entre 1965 y 1967.
Entre 1968 y 1970 jugó en Gimnasia y Esgrima de La Plata, donde marcó 6 goles en 88 partidos.
Entre 1971 y 1974 jugó en el Club Nacional de Football con el cual ganó la Copa Libertadores de 1971, la Copa Intercontinental de 1971 y la Copa Interamericana de 1972.
El 2 de mayo de 1971, fue partícipe de la primera vez en la historia que Nacional ganó por la Copa Libertadores en Brasil, fue 3 a 0 por las semifinales, con goles de Luis Artime y Ruben Bareño. El 2 de junio de 1971 marcó el gol que le dio a Nacional la posibilidad de acceder a un partido de desempate en la final de la Copa Libertadores contra Estudiantes de La Plata. En los años 1973 y 1974 tras el retiro de Luis Ubiña, el zaguero fue capitán de Nacional.
Tuvo dos breves pasajes en Estados Unidos. En 1967 jugó en New York Skyliners de la United Soccer Association y en 1975 en el New York Cosmos de Pelé.
En 1976 retornó a Sudamérica, para jugar en la Universidad Católica de Chile, donde se retiró en 1978.
Masnik disputó 33 encuentros con la Selección uruguaya desde 1967 hasta 1974, siendo capitán de la misma a lo largo de dos años.

## Dirección técnica
Comenzó su carrera como DT en Nacional en 1982, año en el cual se coronó campeón de la Liguilla Pre-Libertadores. 
En 1990 y 1991 dirigió el C.D. Luis Ángel Firpo de El Salvador, obteniendo el segundo campeonato de la historia del club. En la temporada 1992-93 dirigió el C.D. FAS, entre 1994 y 1995 el Atlético Marte, y entre 1996 y 1997 dirigió su último club, el Alianza, obteniendo tanto el título local como el Grandes de Centroamérica.

## Palmarés

### Como jugador

#### Torneos nacionales
| Título              | Equipo   | País    | Año  |
| ------------------- | -------- | ------- | ---- |
| Campeonato Uruguayo | Peñarol  | Uruguay | 1964 |
| Campeonato Uruguayo | Nacional | Uruguay | 1971 |
| Campeonato Uruguayo | Nacional | Uruguay | 1972 |

#### Torneos internacionales
| Título                | Equipo   | Sede       | Año  |
| --------------------- | -------- | ---------- | ---- |
| Copa Libertadores     | Nacional | Lima       | 1971 |
| Copa Intercontinental | Nacional | Montevideo | 1971 |
| Copa Interamericana   | Nacional | Montevideo | 1972 |

### Como Director técnico

#### Torneos nacionales
| Título                    | Equipo           | País        | Año     |
| ------------------------- | ---------------- | ----------- | ------- |
| Liguilla Pre-Libertadores | Nacional         | Uruguay     | 1982    |
| Primera División          | Luis Ángel Firpo | El Salvador | 1990-91 |
| Primera División          | Alianza          | El Salvador | 1996-97 |

#### Torneos internacionales
| Título                          | Equipo  | Sede     | Año  |
| ------------------------------- | ------- | -------- | ---- |
| Torneo Grandes de Centroamérica | Alianza | San José | 1997 |